# Johannes Kunckel

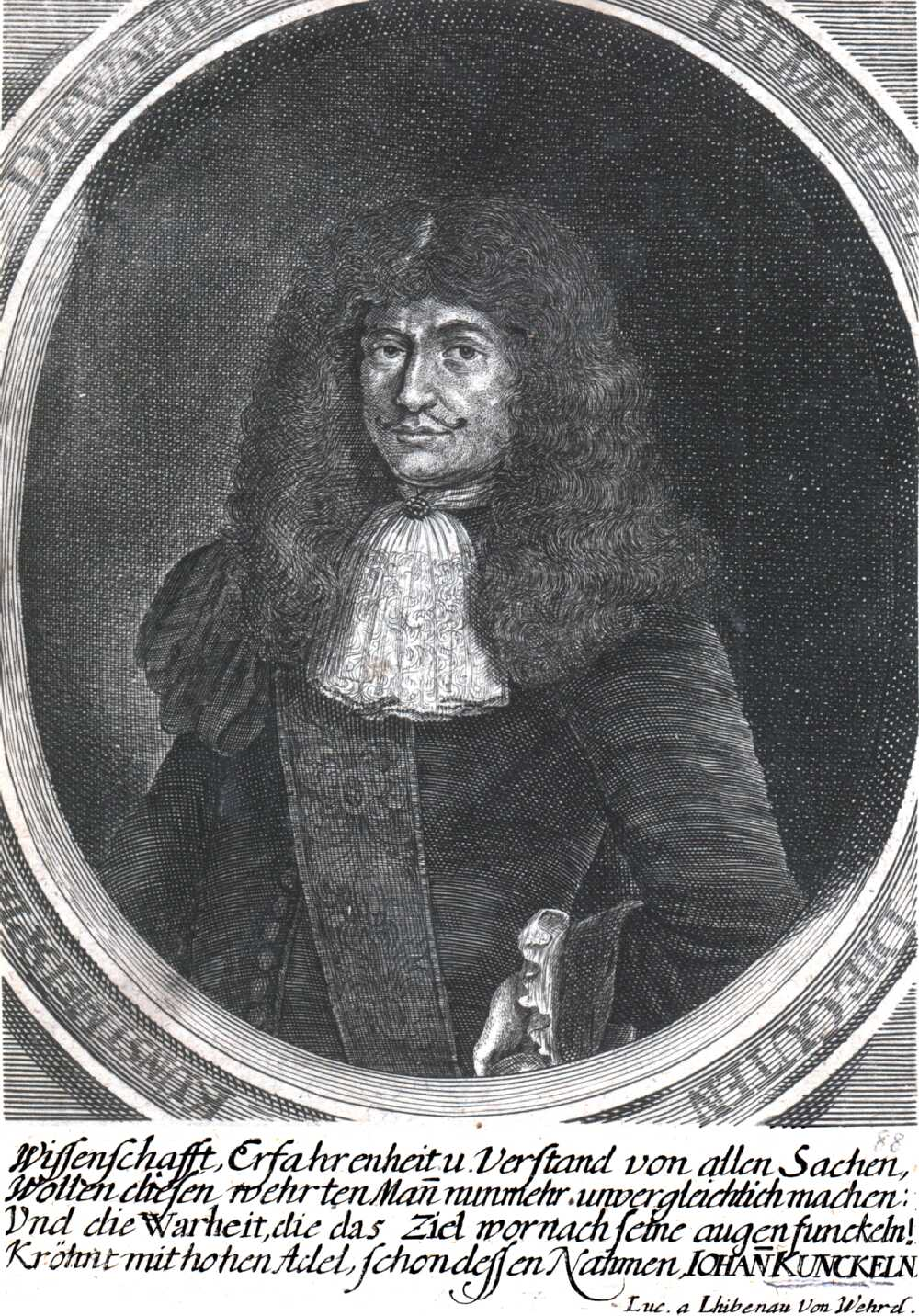
Johannes Kunckel

Johannes oder Johann Kunckel, auch Kunkel geschrieben (* 1635 in Ascheberg bei Plön; † 20. März 1703 in der Nähe von Bernau nördlich von Berlin), war ein deutscher Alchimist und erfolgreicher Glasmacher. Vom Schwedenkönig Karl XI. wurde er unter Namenserweiterung zu Johann Kunckel von Löwenstern geadelt.

## Leben

### Erste Stationen
Johann Kunckel wurde in Ascheberg bei Plön geboren. Nachdem Geburtsort und -jahr lange Zeit umstritten waren, konnte Hans-Joachim Kruse 2012 überzeugend herausarbeiten, dass Kunckel im Jahr „1635 auf Glashütte Ascheberg“ bei Plön geboren wurde. Kunckel, dessen Vater Alchimist und Glashüttenmeister war, befasste sich zunächst mit Pharmazie und Chemie. Seit 1659 war er Alchimist und Apotheker am Hof des Herzogs von Sachsen-Lauenburg, mit dem Titel eines Kammerdieners, wie üblich für solche Posten. Er stellte Versuche über die Abscheidung von Metallen an und experimentierte intensiv mit Phosphor, einem seinerzeit besonders aktuellen Stoff. Auf Reisen, unter anderem nach Venedig mit Murano, dem europäischen Zentrum anspruchsvoller Glasherstellung, erwarb er erste Kenntnisse auf diesem Gebiet.
Um 1670 berief ihn Kurfürst Johann Georg II. von Sachsen an seinen Hof in Dresden und ernannte ihn zu seinem „Geheimen Kammerdiener und Chymico zu unserem geheimen Laboratorio“. Das zugesagte Gehalt von jährlich 1000 Talern, sehr beachtlich für jene Zeit, lässt den Schluss zu, dass der Kurfürst in Kunckel einen Goldmacher sah. Der arbeitete auch an dem Problem der Transmutation von Metallen, allerdings ist nichts davon bekannt, dass er konkrete Versprechungen gemacht hätte. Am 30. Mai 1676 immatrikulierte er sich an der Universität Wittenberg, wo er ganze zwei Jahre blieb. Als er 1677 sein ausstehendes Gehalt anmahnte, soll die Antwort des Kurfürsten gewesen sein: „Kann Kunckel Gold machen, so bedarf er keines Geldes, kann er solches nicht, warum sollte man ihm Geld geben?“

### Glasmacher in Brandenburg

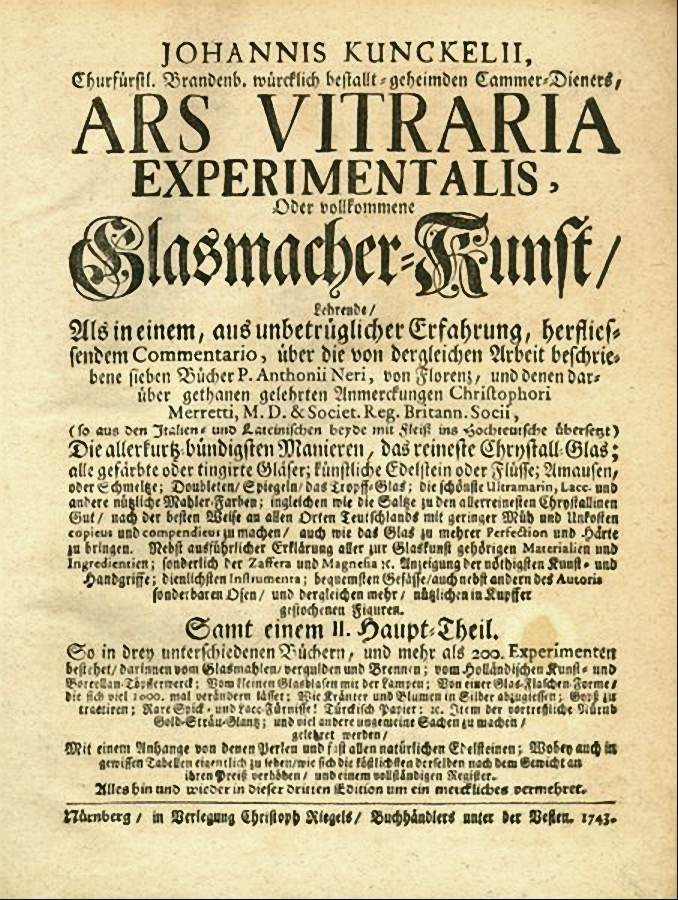
Titelblatt von Ars Vitraria Experimentalis, oder Vollkommene Glasmacherkunst von 1743

Aus seiner schwierigen Lage in Sachsen wurde Kunckel durch ein Angebot aus Brandenburg befreit: er möge doch dem Kurfürsten Friedrich Wilhelm (genannt der Große Kurfürst) seine Versuche mit Phosphor demonstrieren. Auf diesem Gebiet war der Alchimist nicht ganz korrekt; er nahm unbegründet für sich in Anspruch, den Syntheseweg „erfunden“ zu haben (entdeckt hatte ihn aber Hennig Brand in Hamburg, dem er die Erfindung entlockte ähnlich wie schon bei einem anderen Leuchtstoff des sächsischen Alchemisten Christian Adolf Balduin), was der leuchtenden Phosphormodifikation P4 den Beinamen Kunckel´scher Phosphor einbrachte. Die ausführlichen Gespräche mit dem technisch-wissenschaftlich interessierten Kurfürsten verliefen sehr zufriedenstellend. Schließlich bekam Kunckel eine Anstellung als Geheimer Kammerdiener mit 500 Talern Jahresgehalt. Für seinen Dienstherrn lieferte er allerlei interessante Kleinigkeiten, Geräte für physikalische Experimente und chemische Versuchsanordnungen.
Der eigentliche Grund für seine Verpflichtung lag aber offenbar in seinen Kenntnissen auf dem Gebiet der Glasherstellung. Mit einer gezielten Wirtschaftspolitik versuchte man damals in Brandenburg, die immer noch spürbaren Folgen des Dreißigjährigen Krieges zu mildern: einheimische Rohstoffe sollten im Lande verarbeitet, möglichst viele Fertigprodukte exportiert, kostspielige Importe nach Möglichkeit vermieden werden. Bis zum Ende der 1670er Jahre hatte der Große Kurfürst nach diesem Modell die heimische Glasherstellung, die auf geeignete Rohstoffe in Brandenburg zurückgreifen konnte, ganz allgemein gefördert, auch durch zweckentsprechende Importverbote. Nun sollte der Schwerpunkt auf hochwertiges Glas gelegt werden, das größere Exporterlöse versprach. Für diesen Zweck geeignet war bis dahin nur eine von vier Glashütten – in einem Teil der Potsdam-Drewitzer Hütte konnte Kristallglas hergestellt werden.

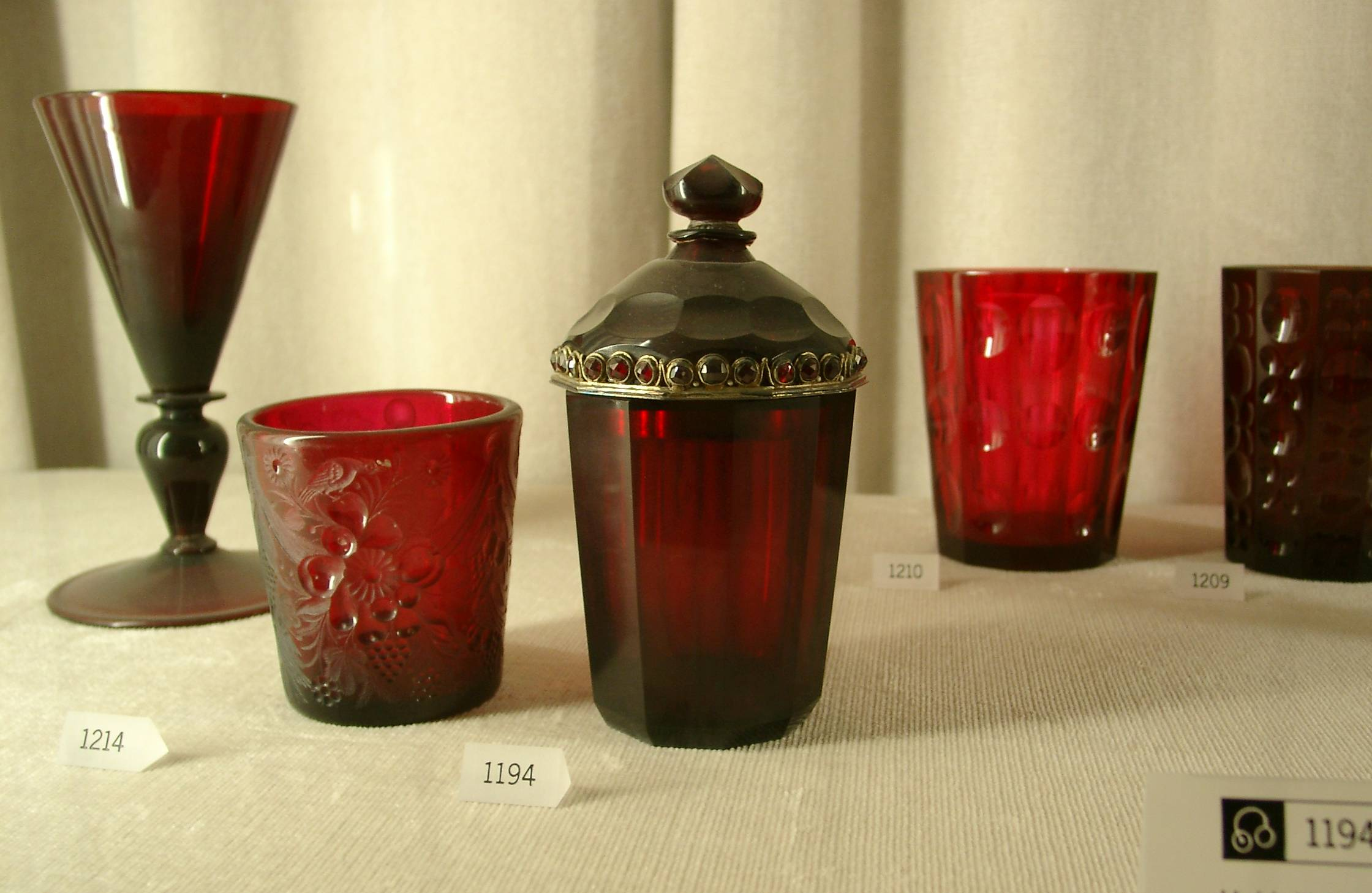
Der Becher aus Goldrubinglas mit dem Deckel aus dem Besitz der Wittelsbacher wird traditionell Johannes Kunckel zugeschrieben. Der Becher wird in der Schatzkammer der Münchner Residenz ausgestellt

Am 2. August 1678 wurde Johann Kunckel zum Leiter dieses Betriebsteils bestellt. 1679 begann am Hakendamm in Potsdam eine weitere Kristallglashütte mit der Produktion, auch sie unter Kunckels Leitung; in der Folge wurde er dort Teilhaber und schließlich Pächter. Ein erfolgreiches Produkt der Hütte waren farbige Glasperlen, so genannte „Korallen“, die von der Brandenburg Guinea´schen Compagnie für den Tauschhandel in afrikanischen Stützpunkten gebraucht wurden. In dieser Phase gelang es Kunckel auch, die im Grundsatz schon bekannte Anfertigung von Goldrubinglas technologisch derart weiterzuentwickeln, dass eine sinnvolle gewerbliche Herstellung möglich wurde. Er gewann dadurch ein Glas, das in Brandenburg als Luxusartikel gefragt und für den Export höchst geeignet war.
Ebenfalls 1679 veröffentlichte er sein Buch „Ars Vitraria Experimentalis oder vollkommene Glasmacher-Kunst“. Er übersetzte und bearbeitete die wenige bis dahin vorhandene Fachliteratur und fasste in seinem Werk alles zusammen, was er über das Thema wusste – eigene Erfahrungen ebenso wie die anderer Glasmacher aus ganz Europa. Es basiert in großen Teilen auf der Übersetzung von L' arte vetraria distineta in libri sette (1612) von Antonius Neri. Das Buch war das erste seiner Art im deutschen Sprachraum und beeinflusste als Standardwerk die europäische Glasmacherei in den folgenden hundert Jahren.
Der Kurfürst war mit Kunckels Arbeit so zufrieden, dass er ihm 1685 die heutige Pfaueninsel (damals: Pfauenwerder) schenkte. Die Schenkungsurkunde vom 27. Oktober übereignete ihm „erb- und eigentümlich“ die ganze Insel, befreite ihn und seine Mitarbeiter von allen Abgaben und Diensten, erlaubte ihnen zu brauen, zu backen und Branntwein zu brennen sowie eine Windmühle zu bauen, damit sie schroten und mahlen konnten; so brauchten seine Leute die Insel nicht zu verlassen. Dies erleichterte die Geheimhaltung aller Aktivitäten, die auf der Insel geplant waren. Der abgelegene Standort war aber auch ein Schutz gegen die hohe Brandgefahr, die damals von Glashütten ausging. Kunckel ließ im Nordosten der Insel eine neue Hütte errichten und experimentierte mit speziellen Öfen, um den besten Wirkungsgrad zu ermitteln. Er entwickelte ein Rubinglas von besonderer Leuchtkraft und perfektionierte dessen Herstellung. Erfolgreiche Versuche mit Metalloxiden führten zur Produktion farbiger Zier- und Gebrauchsgläser. Es gelang aber auch, eine verbesserte klare Glasmasse herzustellen, die leicht zu bearbeiten war und der Qualität böhmischer Erzeugnisse nicht nachstand. Märkisches Glas errang etwa als Kirchfensterglas einen überregional guten Ruf, die Exporte stiegen deutlich an.
Das Betreten bzw. Verlassen der Insel wurde unter Strafe gestellt. Kunckel selbst war von dem Verbot ausgenommen, er leitete ja noch die Kristallglashütte in Potsdam, wo er nun auch Rubinglas herstellen ließ, und besaß ein Wohnhaus in der Berliner Klosterstraße. Da ihm der Kurfürst ein landesweites Monopol für die Herstellung und den Verkauf von Rubinglas eingeräumt hatte, war Kunckel relativ schnell wohlhabend geworden. Natürlich hatte auch der Kurfürst Zugang zur Insel. Er ließ sich häufig vom nahen Potsdam im Boot herüberbringen, oft für viele Stunden, um die Fortschritte seines Alchimisten und Glasmachers zu begutachten und um selbst zu experimentieren. Den Bauern ringsum und den Bewohnern Potsdams waren die schwarzen Rauchschwaden und die intensiven Chemikaliengerüche von der Insel her, auch die strikte Geheimhaltung unheimlich oder verdächtig, man vermutete zumindest Goldmacherei, aber auch finstere Hexerei.

### Letzte Jahre

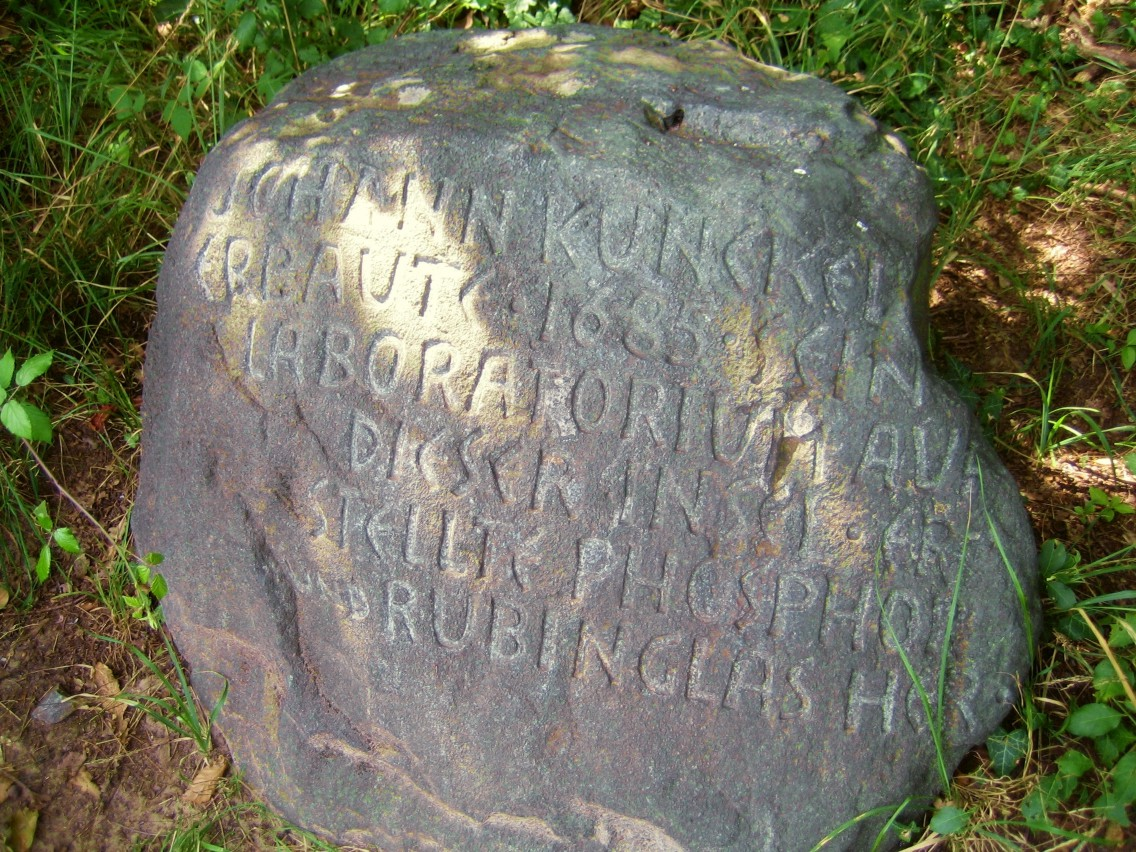
Gedenkstein für Johannes Kunckel auf der Pfaueninsel

1688 starb Kunckels Förderer, der Große Kurfürst. Der hatte die Herstellung von hochwertigem Glas nicht allein aus wirtschaftlichen Erwägungen unterstützt, sondern auch aus Freude an schönen Dingen – und zwar, wie er gesagt haben soll, mit finanziellen Mitteln, die er zuvor am Spieltisch und für Feuerwerke verschwendet habe. Sein Nachfolger, Friedrich III./I., entzog dem Glasmacher alle Unterstützung. Als Kunckel von den Räten des neuen Kurfürsten nach dem Nutzen seiner kostspieligen Tätigkeiten gefragt wurde, gab er zur Antwort: „Der hochselige Herr Kurfürst war ein Liebhaber von seltenen und kuriosen Dingen und freute sich, wenn etwas zustande gebracht wurde, was schön und zierlich war. Was dieses genützt hat, diese Frage kann ich nicht beantworten“.
Ein jahrelanger Prozess wegen des Vorwurfs der Veruntreuung – er habe die in ihn gesetzten Erwartungen nicht erfüllt – endete ohne Schuldnachweis, dennoch aber mit einer Verurteilung zur Rückzahlung von 8000 Talern und einer Beschädigung seines Ansehens. Schon 1689 hatte ein Brand, der seine Glashütte und das Laboratorium auf der Pfaueninsel bis auf die Grundmauern zerstörte, ihn wirtschaftlich ruiniert. Als ihn 1692 eine Einladung nach Schweden erreichte, beendete er seinen Aufenthalt in Brandenburg. Er verkaufte sein Stadthaus in Berlin, beglich seine Schulden und reiste als armer Mann, aber reich an Fachwissen und Erfahrung nach Stockholm.
Seine Fähigkeiten verschafften ihm dort bald hohe Anerkennung. Zunächst wurde er zum Königlichen Bergrat ernannt, 1693 durch König Karl XI. als „Johann Kunckel von Löwenstern“ in den Adelsstand erhoben. Im gleichen Jahr 1693 wurde Kunckel auch zum Mitglied der Leopoldina gewählt. 1699 wurde er korrespondierendes Mitglied der Académie des sciences. Am 20. März 1703 starb Johann Kunckel auf seinem Gut Dreißighufen in der Nähe von Bernau nördlich von Berlin, wo er seit 1694 mit seiner Familie lebte. Auf der Pfaueninsel erinnert der Text auf einem Naturstein an seine Tätigkeit. Im Krongut Bornstedt in Potsdam trägt eine Glashütte seinen Namen.

## Werke (Auswahl)
- Ars Vitraria Experimentalis, oder Vollkommene Glasmacherkunst. Leipzig 1679 (Digitalisat und Volltext im Deutschen Textarchiv), 1689, 1743, 1785
- Nützliche Observationes oder Anmerkung Von den fixen und flüchtigen Salzen, Auro und Argento potabili …, 1676 (lat. 1678)
- Oeffentliche Zuschrift, Von der Phosphoro mirabeli und dessen leuchtende Wunder-Pilulen …, 1678
- Von den Principiis Chymicis, Salibus Acidis und Alcalibus, Fixis und Volatilibus …, 1677
- Epistola contra Spiritum Vini sine Acido…, 1684
- Chymnischer Probierstein de Acido & Urinoso, Sale Caldido & Frigido contra Herrn Dr. Voigts Spiritus Vini Vindicatum, 1684
- (Sammelband) Fünf Curiose Chymische Tractätlein. Frankfurt/M. u. Leipzig 1721 (enthält bereits angeführte Werke)
- Curieuse Kunst- und Werck-Schul. 2 Tle., Nürnberg 1696; erw. Ausg. u.d.T. Wider neu aufgerichtete … Kunst- und Werck-Schul, 2 Tle., Nürnberg 1705–07
- Collegium physico-chymicum experimentale oder Laboratorium chymicum, Hamburg 1716 (Digitalisat Bayerische Staatsbibliothek )
- Königliche Hermetische Special-Concordanz, Worinnen sie, samt dero gantzem Fundament bestehe, Breslau und Leipzig 1724 (Digitalisat)

### Sachbuch / Wissenschaft
- Albert Ladenburg: Kunckel, Johann. In: Allgemeine Deutsche Biographie (ADB). Band 17, Duncker & Humblot, Leipzig 1883, S. 376 f.
- Franz Strunz: Johann Kunckel, ein Alchymist aus dem Zeitalter des Grossen Kurfürsten. In: Monatshefte der Comenius-Gesellschaft. Bd. 11, 1902.
- H. G. Rau: Das Glaslaboratorium Johann Kunckels auf der Pfaueninsel. In: Ausgrabungen in Berlin. Bd. 3, 1972, S. 148–171.
- Gerhard Schulze: Kunckels Glaslaboratorium. In: Med.-hist. Journal. Bd. 11, 1976, S. 149–156.
- Ulrich Troitzsch: Kunckel von Löwenstern, Johann. In: Neue Deutsche Biographie (NDB). Band 13, Duncker & Humblot, Berlin 1982, ISBN 3-428-00194-X, S. 287 f. (Digitalisat).
- Gerhard Dünnhaupt: Johann Kunckel (1630–1703). In: Personalbibliographien zu den Drucken des Barock. Bd. 4, Hiersemann, Stuttgart 1991, S. 2470–2478. ISBN 3-7772-9122-6 (enthält ein Werk- und Literaturverzeichnis).
- Lothar Kuhnert: Johann Kunckel: Die Erfindung der Nanotechnologie in Berlin. Eigenverlag, Berlin 2008, ISBN 978-3-00-023379-1.
- Günter Rau, Monica Rau: Das Glaslaboratorium des Johann Kunckel auf der Pfaueninsel in Berlin, Berlin : Landesdenkmalamt 2009, ISBN 978-3-88609-658-9, Reihe Berliner Beiträge zur Vor- und Frühgeschichte ; N.F., Bd. 16
- Hans-Joachim Böttcher: Böttger – Vom Gold- zum Porzellanmacher, Dresdner Buchverlag, Dresden 2011, ISBN 978-3-941757-31-8.

### Kinderbuch / Belletristik
- Gotthold Gloger: Rot wie Rubin. Das abenteuerliche Leben des deutschen Glaskünstlers Johann Kunckel. Berlin 1961 (wurde 1973 nochmals unter dem Titel Abenteuer des Johann Kunckel veröffentlicht).
- Patricia Görg: Glas. Eine Kunst. Die Andere Bibliothek, Berlin 2013. ISBN 978-3-8477-3002-6.
- Friedrich Axmann (ggf. Pseudonym Karl Mays): Das Testament des großen Kurfürsten. In: Deutsches Familienblatt, 2. Jahrgang (1876/1877). Anmerkung: In einem der Handlungsstränge dieses Kolportageromans geht es um die geheimnisvolle Werkstatt des Alchemisten Kunckel auf dem Pfauenwerder in Berlin.